# 카프아이시앵
카프아이시앵(프랑스어: Cap-Haïtien, 아이티어: Kap Ayisyen)은 아이티의 도시이다. 2003년 인구는 11만명이며, 북부 주(Nord Department Haiti)의 주청 소재지이다.

## 개요
프랑스 식민지 시대의 생도맹그에 《라이스윅 조약》에 의해 왕명으로 1711년에 카프프랑수아로 건설되었다. 1803년의 카프 프랑수아 교외 베르티에르 전투에서 장자크 드살린 등의 반란군이 승리를 거두고, 아이티 독립에 따라 변경되었다.
1806년에 앙리 크리스토프의 아이티 공화국의 수도 미로는 카프아이시앵 12마일 동남쪽에 세워졌다. 미로에는 생 스시 성곽이 남아 있다. 시타델 라페리에르는 그곳에서 5마일 남쪽의 산, 카프아이시앵에서 17마일 남쪽에 있다. 맑은 날에는 시내에서 그들을 감상할 수 있다. 1811년 크리스토프가 왕위를 선언하고 앙리 1세로 등극하면서 수도를 카프로 옮겨 1820년 카프 앙리로 개명하였다.
카리브해에 접하고, 페숑빌 상류층의 별장지가 되기도 한다. 미국 해병대에 의하여 점령(1915 - 1934)된 흔적으로 남북 거리는 알파벳, 동서 거리는 숫자로 불린다.
동남쪽에는 주로 국내선을 운항하고 있는 작은 카프아이시앵 공항이 있으며, 유엔군의 칠레 부대가 경비를 담당하고 있다. 국제선은 데일 과의 사이에 일주일에 다섯 편의 항공편을 링스 국제 항공이 운항하고 있다. 시내에는 유엔 아이티 안정화 대표단 (MINUSTAH) 대원 수백 명이 주둔한다.
울타리로 둘러싸인 라바디는 카프아이시앵 북서 6마일에 있고, 로얄 캐리비안 인터내셔널이 운영하는 유람선의 정박지가 있다.

## 갤러리

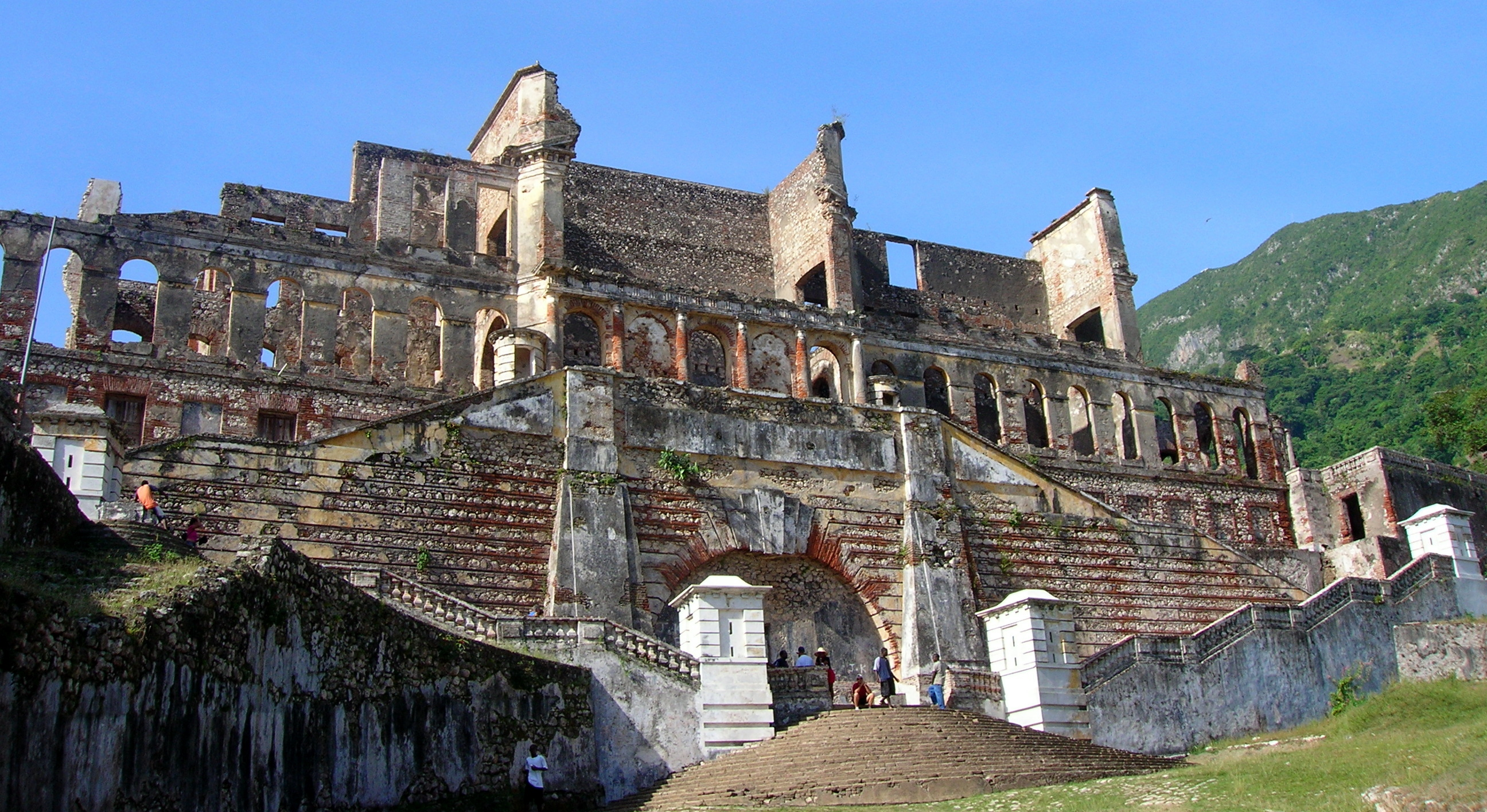
Front view of 상스시 궁의 전면
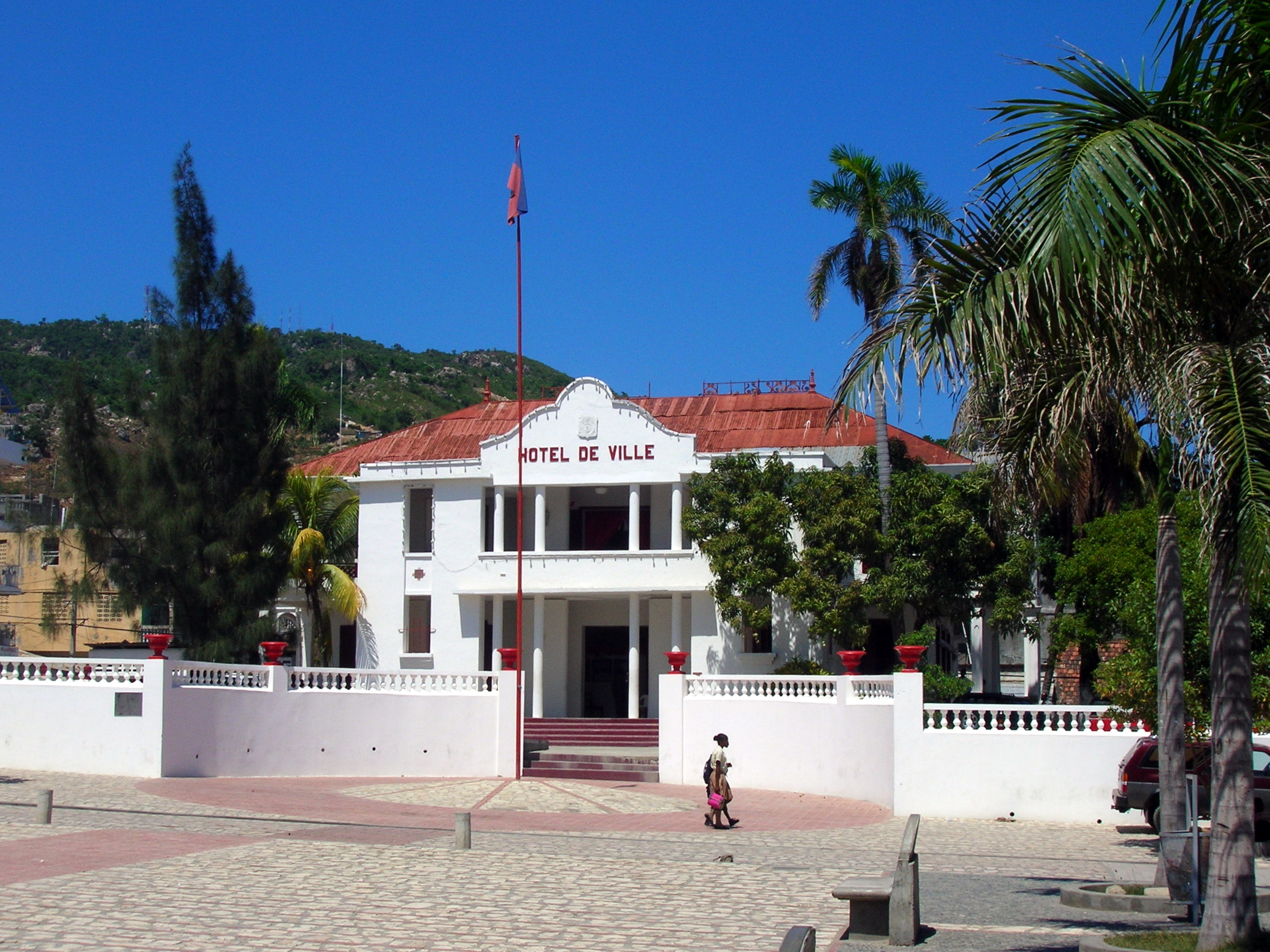
카프아이시앵 시의회
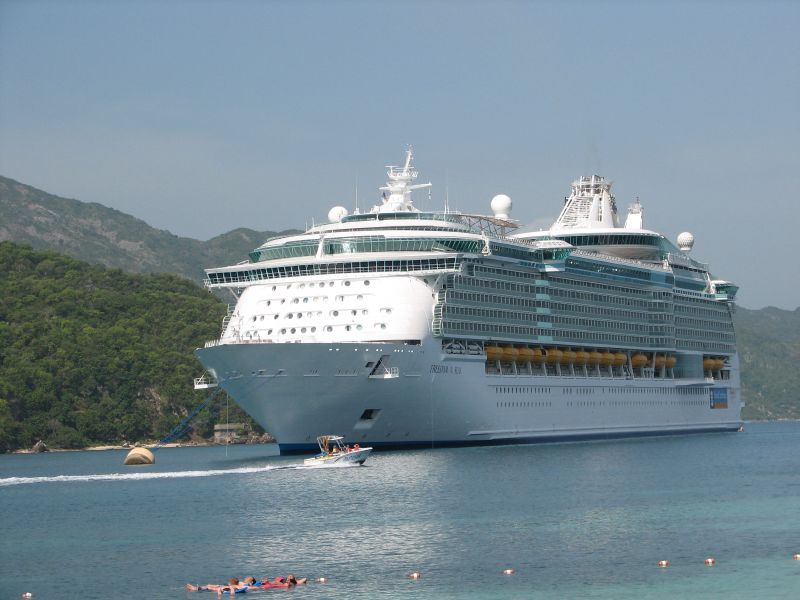
라바디의 유람선, 로얄 캐러비안